# Katolické řády a řeholní kongregace
Řád (latinsky ordo) v kontextu katolické církve je tradiční a církví schválená instituce, sdružující muže nebo ženy, kteří chtějí společně pěstovat určitý typ duchovního života a činnosti. Aby se jí mohli plně věnovat, žijí více méně odděleně, omezují své vazby na okolní svět (klauzura) a snaží se následovat příklad Ježíše Krista. Závazná pravidla tohoto způsobu společného života jsou obsažena v řeholi (z lat. regula, pravidlo), jejíž dodržování a rozvíjení vede představený kláštera (opat, převor, abatyše atd.) Osoby, které do řádu vstupují, procházejí zkušebním obdobím (noviciát), kdy si v klášteře ověřují, zda se mohou a chtějí tomuto „zasvěcenému životu“ věnovat až do smrti. Členy řádu se stávají složením nejprve dočasných a konečně slavných slibů (osobní) chudoby, čistoty a poslušnosti.
Kongregace (lat. congregatio, shromáždění) začaly vznikat až v 16. století podle předpisů Tridentského koncilu. Lišily se jednak tím, že místo slavných slibů měly tzv. věčné sliby s menší závazností, jednak tím, že většinou netrvaly na odděleném životě v klášteře, ale usazují se naopak ve městech a věnují se působení ve společnosti. V současném kanonickém právu je rozdíl mezi nimi už téměř setřen.

## Historie
Potřeba společného života, vedeného pravidly, vyvstala patrně mezi poustevníky v pozdním starověku a první organizaci navrhl egyptský poustevník Pachomios († 346). Na něj navázal Benedikt z Nursie (470–543), který také začal jako poustevník a pro svůj pozdější klášter napsal vlastní řeholi. Raně středověké kláštery benediktinů, cisterciáků, premonstrátů atd. kladly hlavní důraz na asketický způsob odděleného života v uzavřeném a více méně soběstačném klášteře, zpravidla na neobydleném místě. V rámci křížových výprav v 11.-13. století vznikla řada rytířských řádů, které působily v Palestině a později se věnovaly péči o poutníky a nemocné.
S pokračující kolonizací Evropy ztrácely osamělé kláštery v lesích na významu a řády se naopak začaly věnovat městské misii. Počátkem 13. století vznikly první žebravé řády, které se usazovaly na okrajích měst a věnovaly kázání. V téže době vznikaly „druhé řády“, ženské větve těchto řádů, a od 14. století i „třetí řády“ laiků, kteří často bydleli společně, ale s rodinami a živili se řemesly.
Po tridentském koncilu začaly vznikat kongregace s určitým posláním ve společnosti, pověřené například vedením škol a výchovou opuštěných dětí, vědeckým a historickým bádáním, péčí o postižené a nemocné atd. Tomu se přizpůsobily i starší řády a za josefinských reforem koncem 18. století byly kláštery bez takové činnosti rušeny. Jejich činnosti přebíraly státní a městské orgány, takže řády a kongregace musely hledat i jiná uplatnění.
Koncem 20. století začala vznikat daleko volnější a také pružnější sdružení a hnutí, založená na určitém pojetí křesťanské služby. Řada z nich vznikla jako reakce na modernizační změny druhého vatikánského koncilu, zejména na změny v liturgii. Některá (např. Kněžské bratrstvo svatého Pia X. čili lefebristé)
se v ČR ustavila jako samostatná církev. Jiná hledají křesťanské odpovědi na aktuální problémy současného světa a hospodářství, což vyžaduje i značnou odbornost. Komunita Taizé ve Francii dělá průkopnickou práci v křesťanském ekumenismu.

## Význam
Řády i kongregace mají pro katolickou, ale i luterskou nebo anglikánskou církev velký význam, protože pokrývají velmi rozmanité duchovní potřeby v různých prostředích a s různými důrazy. Byly a jsou také místem, kde se dají zkoušet nové způsoby křesťanského života ve změněných podmínkách moderního světa. Proto také pronásledování církví v ČSR i jinde často začínalo likvidací klášterů a řádů.

## Řády a kongregace katolické církve působící v Česku
- Theatini, Kajetáni – Ordo clericorum Regularium vulgo Theatinorum,

### Kontemplativní řády
- Řád svatého Benedikta, benediktini
  - celestini římskokatolický mnišský řád, větev benediktinů, založený v roce 1244,
- Cisterciácký řád, cisterciáci
  - Řád cisterciáků přísné observance (trapisté)
- Řád premonstrátských řeholních kanovníků (premonstráti)
- Řád augustiniánů
  - Bosí augustiniáni
  - Augustiniáni kanovníci
- Řád karmelitánů
  - Řád bosých karmelitánů
  - Sestry karmelitky sv. Terezie z Florencie (bosé karmelitky)
  - Řád obutých karmelitánů – Ordo Fratrum Beatae Mariae Virginis de Monte Carmelo
- Křižovníci s červeným křížem – Strážci Božího hrobu, Božehrobci. Osudy řádu se proplétají s dějinami rytířského Řádu Božího hrobu.

### Školské řády
- Řád zbožných škol (piaristé)
- Tovaryšstvo Ježíšovo (jezuité)
- Salesiáni Dona Boska
- Kongregace Dcer Panny Marie Pomocnice (salesiánky)
- Římská unie řádu svaté Voršily (voršilky, uršulinky)
- Congregatio Jesu (anglické panny)
- Kongregace bratří Nejsvětější Svátosti (petrini)
- Kongregace kněží Nejsvětější Svátosti (eucharistiáni)
- Kongregace Nejsvětějšího Vykupitele (redemptoristé)
- Kongregace sester Nejsvětější Svátosti (Congrégation missionnaire du Saint Sacrément)
- Kongregace Školských sester de Notre Dame (školské sestry)
- Společnost Božského Spasitele (Societas Divini Salvatoris, SDS, salvatoriáni)
- Společnost katolického apoštolátu (pallotini)

### Ošetřovatelské řády
- Řád svaté Alžběty (alžbětinky)
- Kongregace Milosrdných sester svatého Karla Boromejského (boromejky)
- Hospitálský řád sv. Jana z Boha (milosrdní bratři)
- Kongregace Milosrdných sester svatého Kříže
- Kongregace Šedých sester III. řádu sv. Františka (šedé sestry)

### Žebravé řády(mendikantní)
- Chudé sestry svaté Kláry (klarisky)
- Řád menších bratří (františkáni)
- Hyberni – Františkáni observanti hybernské (irské) provincie
- Řád menších bratří kapucínů (kapucíni)
- Řád menších bratří konventuálů (minorité)
- Řád bratří kazatelů (dominikáni)
- Řád služebníků Mariiných (servité)
- Řád trinitářů
- Kongregace Milosrdných sester svatého Vincence de Paul (vincentky)
- Řád svatého Pavla prvního poustevníka (paulíni/pavlíni)

### Rytířské řády
- Maltézský řád (maltézští rytíři)
- Misionáři obláti Panny Marie Neposkvrněné
- Rytířský řád křižovníků s červenou hvězdou
- Řád johanitů
- Řád německých rytířů
- Řád svatého Lazara (lazariáni, lazarité) (x lazaristé = vincentini aj.)
- Řád templářů
- Rytířský řád Božího hrobu jeruzalémského

### Třetí řády (terciáři)
- Premonstrátský třetí řád (premonstrátští terciáři)
- Třetí řád svatého Dominika (LSSD)
- Třetí řád sv. Františka z Assisi neboli OFS
- Karmelitánští terciáři
- Augustiniánská fraternita
- Familiáři Řádu německých rytířů
- Salesiánští spolupracovníci (ASC)
- Obláti – třetí řády benediktinů a cisterciáků.
- Sdružení paulínských spolupracovníků

## Řády a kongregace katolické církve mimo ČR
- Barnabité (V českých zemích působila pouze jediná kolej, zřízená roku 1627 při kostele sv. Benedikta na Hradčanech v Praze. Zrušena v roce 1786.)
- Kartuziáni
- Kongregace Nejsvětějších Srdcí (Picpusiáni)
- Mercedáři
- Passionisté

## Zrušené řády a kongregace
- Řád křižovníků s červeným srdcem (cyriaci)
- Ivanité

## Víceznačná označení
- Paulán
- Paulín